# John Laughland
John Laughland, född 6 september 1963, är en brittisk historiker, journalist och författare. 
Laughland har doktorerat i filosofi vid Oxford University och undervisat vid flera europeiska lärosäten, bland annat Sorbonne. Vid sidan av sin akademiska karriär har han författat ett flertal artiklar om framförallt utrikespolitik i bland annat The Times, The Guardian, The Spectator, The Wall Street Journal och National Review. Sedan 2008 är Laughland verksam vid tankesmedjan Institute of Democracy and Cooperation i Paris.